# كاراسكاليخو
بلدية كاراسكاليخو (بالإسبانية: Carrascalejo)‏، هي بلدية تقع في مقاطعة قصرش والتي تقع في منطقة إكستريمادورا، غرب إسبانيا. يبلغ عدد سكانها 394 نسمة وفقاً لإحصائية سنة (2002).